# 聖路易斯拱門國家公園
聖路易拱門國家公園（英語：Gateway Arch National Park），原名為杰斐逊国家扩张纪念公园（Jefferson National Expansion Memorial），位於美国密苏里州圣路易斯，濒临密西西比河，靠近刘易斯与克拉克远征的起点。1935年12月21日列为国家纪念地，2018年2月22日改為現名並升级为國家公園。

## 功能
建立杰斐逊国家扩张纪念公园是为了纪念：
- 路易斯安那购地及随后探险家和先驱们的西进运动；
- 密西西比河以西的第一个民选政府；
- 因斯科特诉桑福德案而废除奴隶制。

## 地理
杰斐逊国家扩张纪念公园占地91-英畝（36.8-公頃），包括：

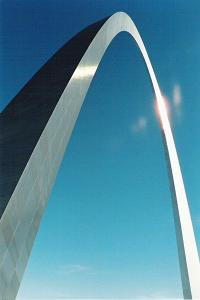
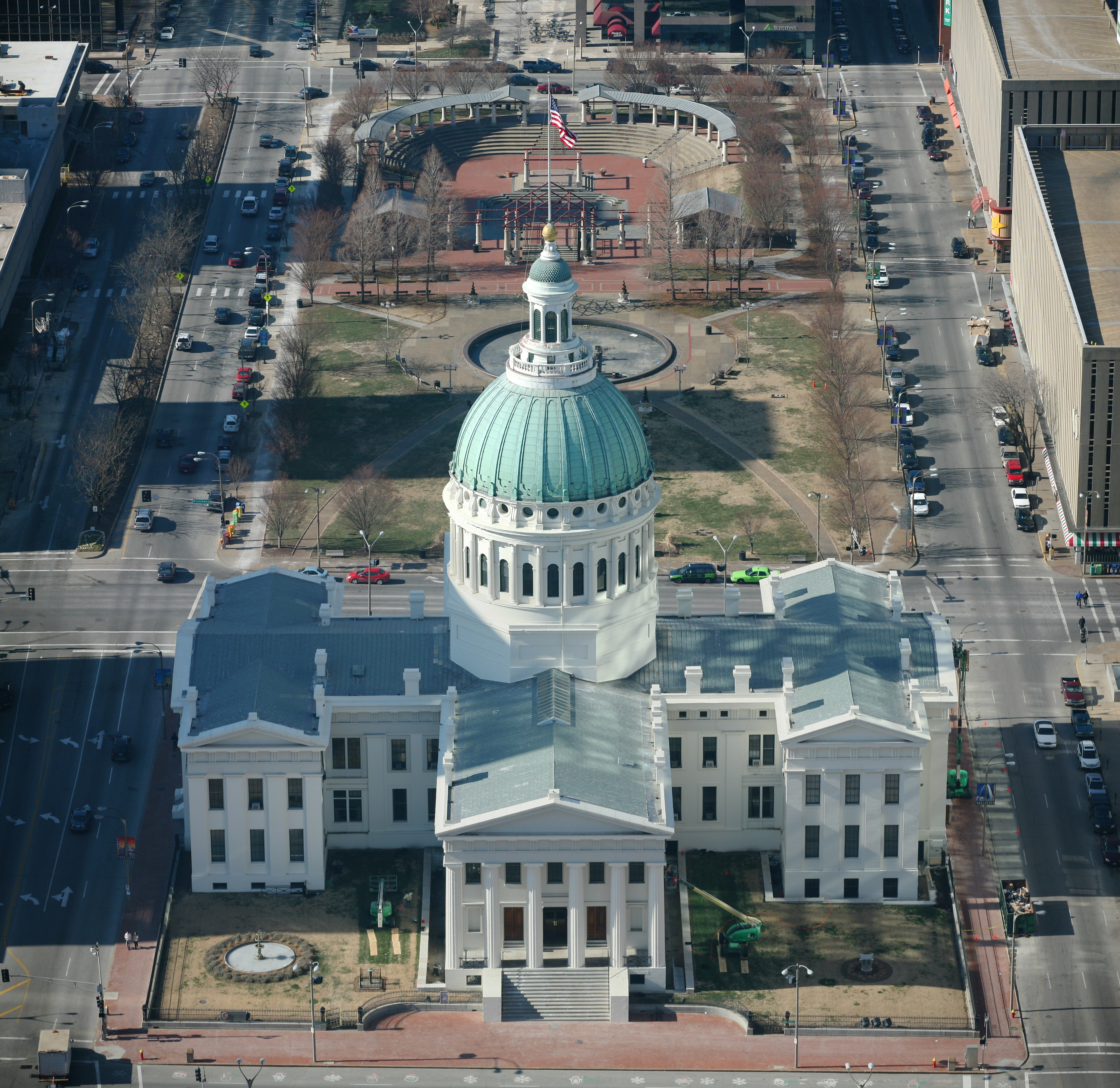
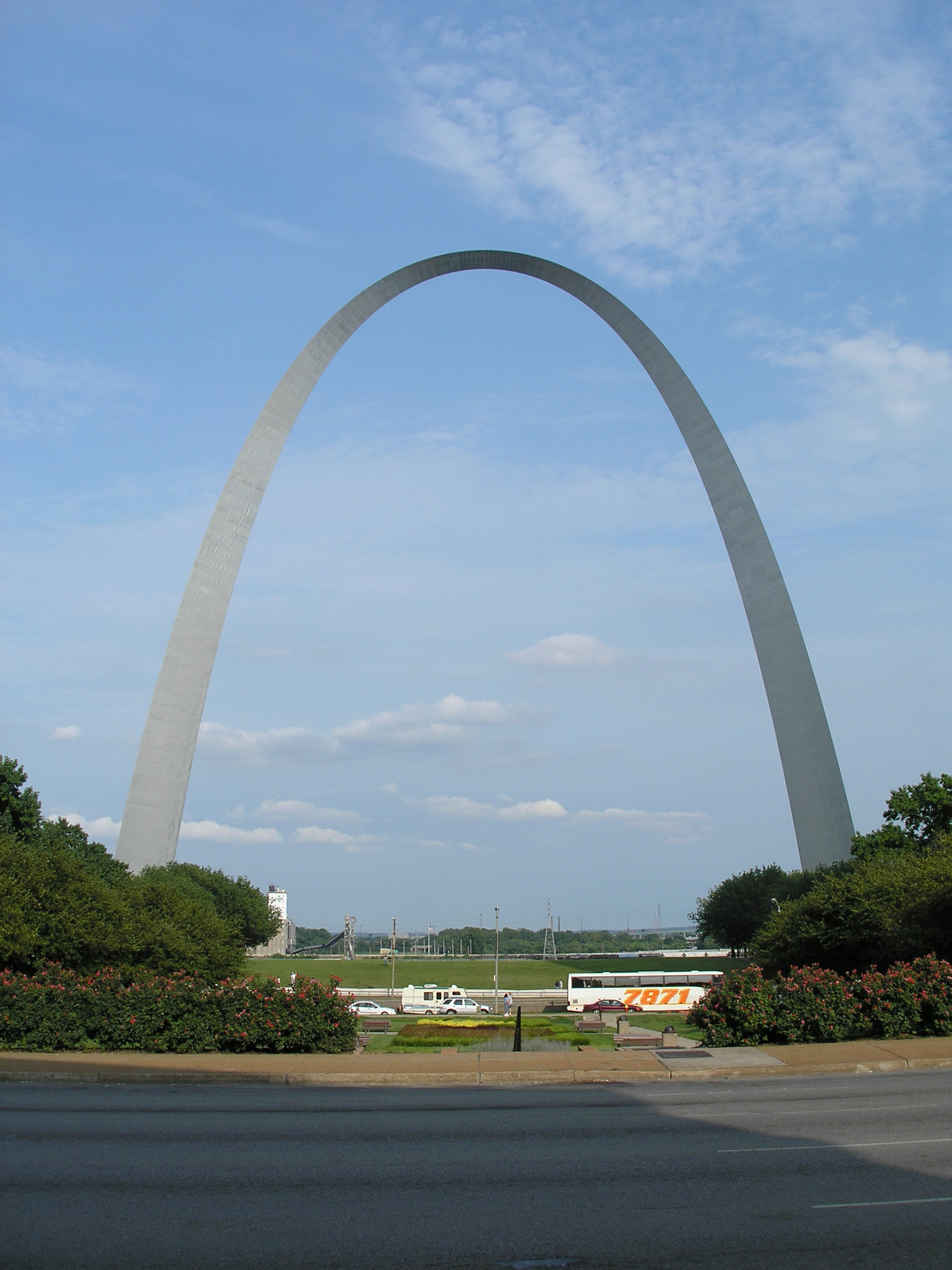
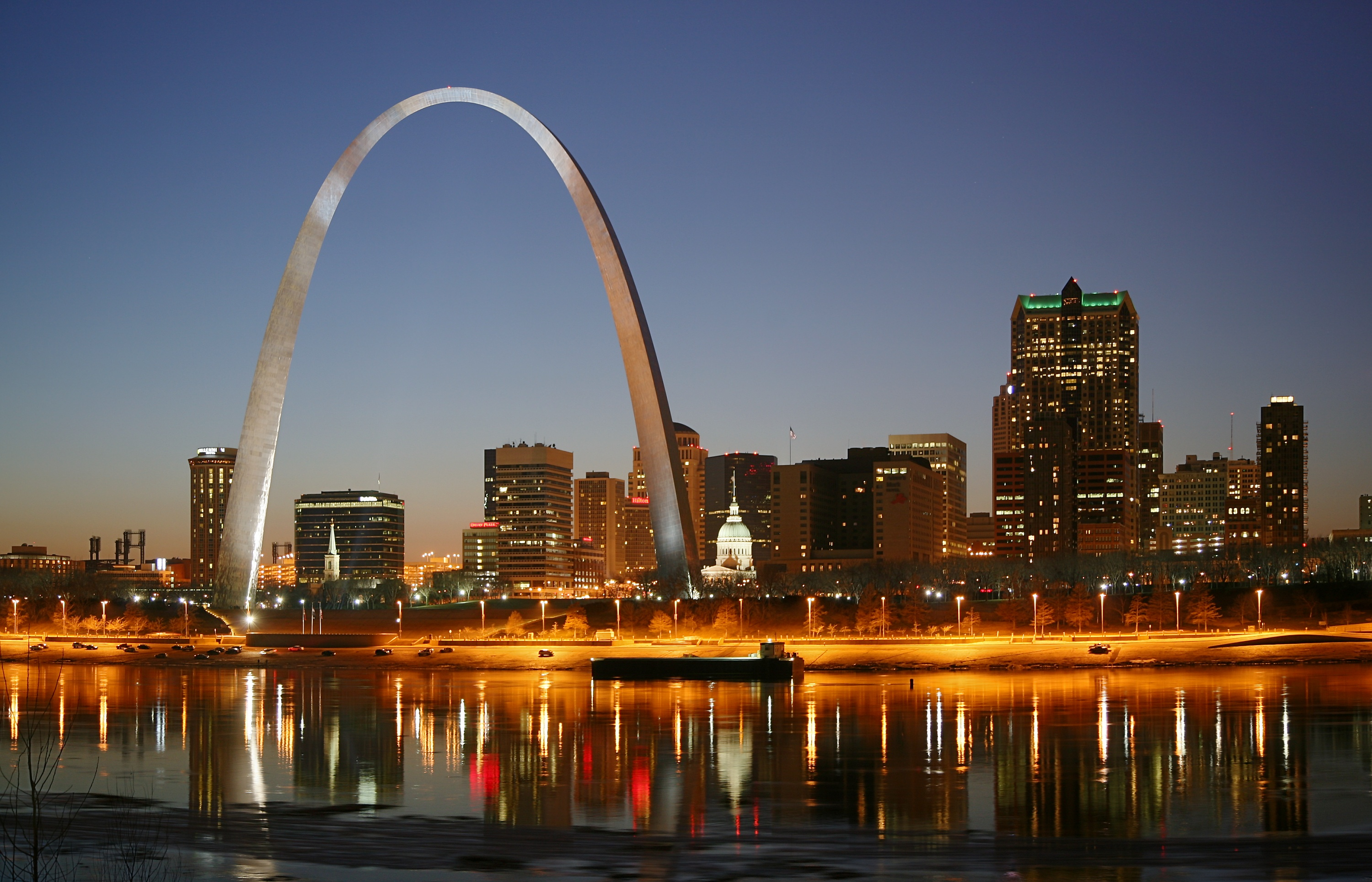
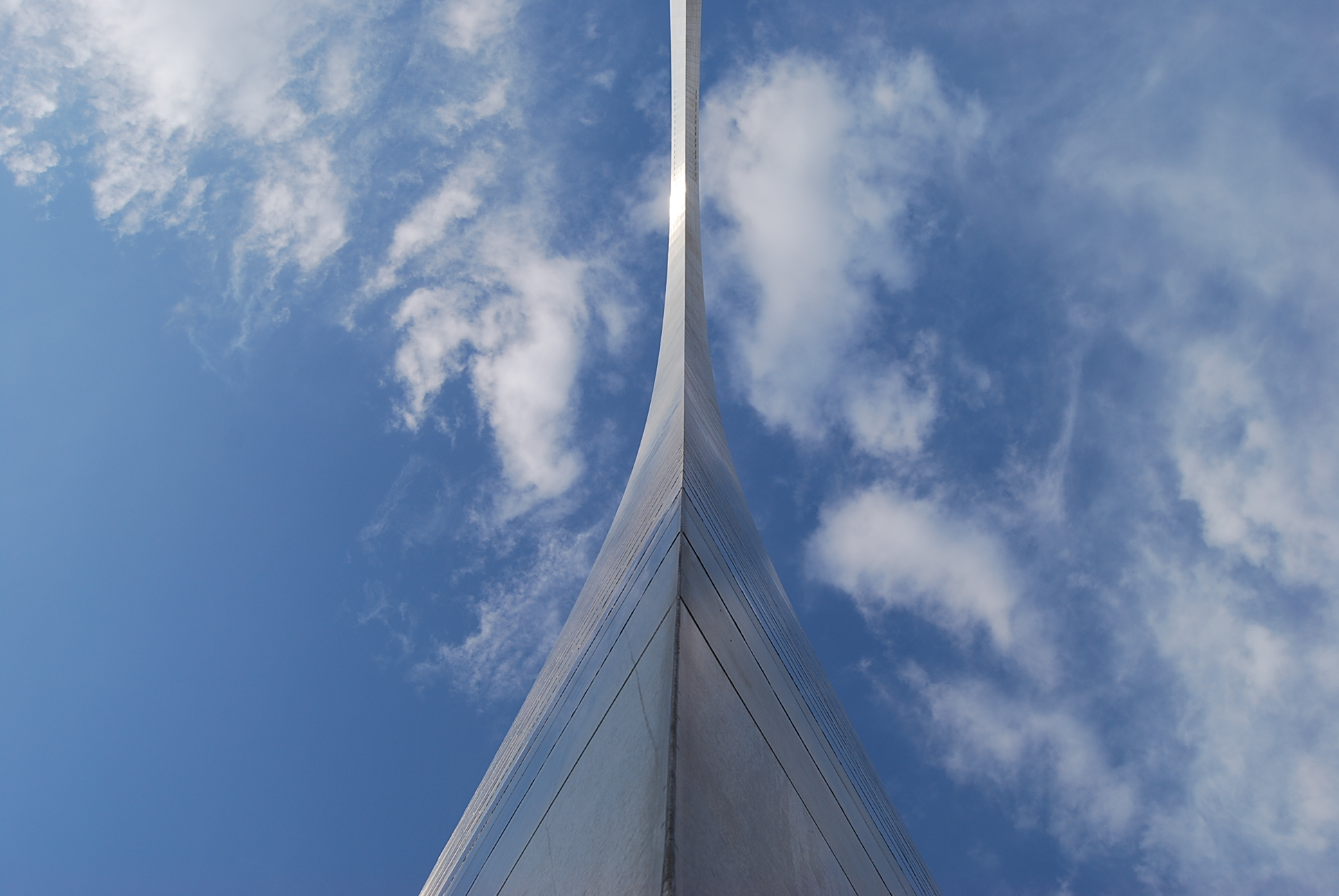
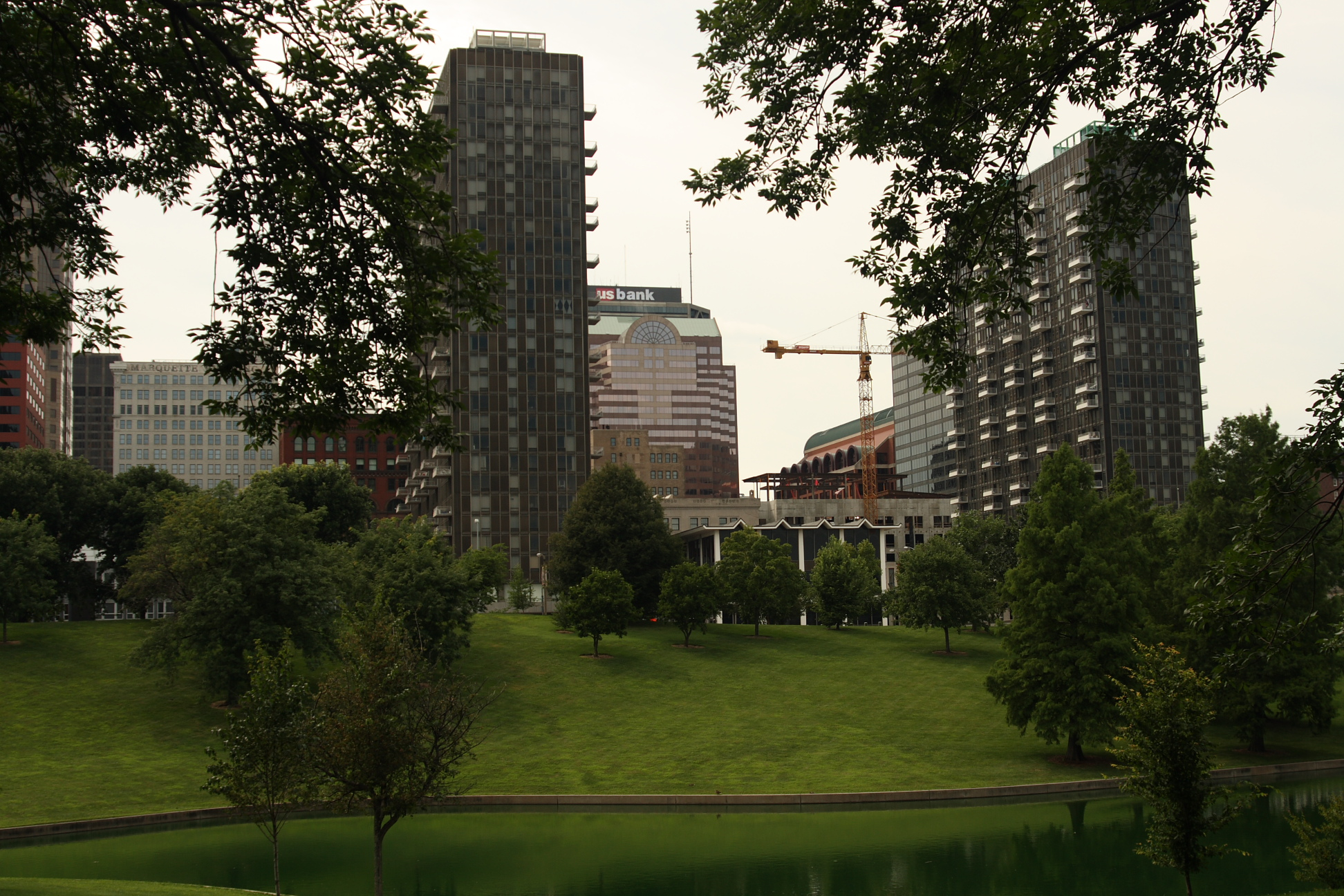
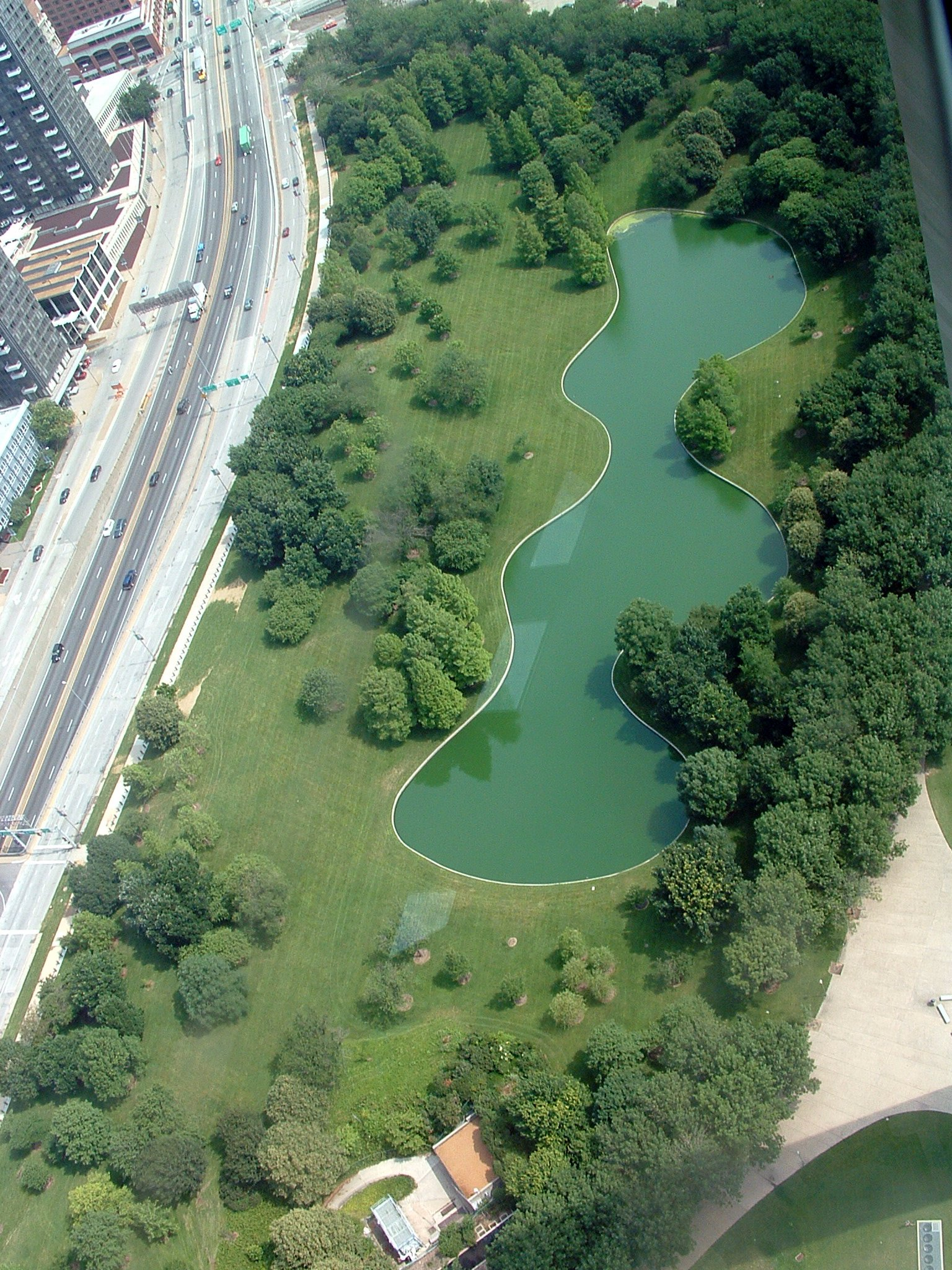

1. 老法院
2. 西进运动博物馆
3. 圣路易斯拱门。

## 外部連結
- 官方网站